# Juan Ignacio Mare
Juan Ignacio Mare (Costa Sacate, Córdoba, 3 de mayo de 1995) es un exfutbolista argentino que jugaba en la posición de delantero. Tras un breve paso por el fútbol de su país, desarrolló toda su carrera como profesional en equipos de Norteamérica y Centroamérica.

## Trayectoria

### Clubes
| Club                   | País           | Año         |
| ---------------------- | -------------- | ----------- |
| Instituto              | Argentina      | 2013        |
| Morelia                | México         | 2014        |
| Atlas Sub-20           | México         | 2015        |
| Atlas Premier          | México         | 2015 - 2016 |
| Puebla                 | México         | 2017        |
| Real Monarchs          | Estados Unidos | 2017 - 2018 |
| Chattanooga Red Wolves | Estados Unidos | 2019        |
| Union Omaha            | Estados Unidos | 2020        |
| Olancho                | Honduras       | 2021        |
| Once Deportivo         | El Salvador    | 2022        |
| La Libertad            | El Salvador    | 2022        |
| Marquense              | Guatemala      | 2022 - 2023 |

## Palmarés

### Campeonatos nacionales
| Título       | Equipo           | Sede   | Año  |
| ------------ | ---------------- | ------ | ---- |
| SuperCopa MX | Monarcas Morelia | México | 2014 |